# 60e division de chars
Pour la 60e division de chars créée en 1940, voir 60e division de chars (1940-1941).
« 60e division de fusiliers » redirige ici. Pour la division d'avant 1941, voir 60e division de fusiliers de montagne.
La 60e division de chars (russe : 60-я танковая дивизия) est une unité militaire de l'Armée de terre soviétique pendant la Guerre froide, héritière des traditions de la 60e division de fusiliers (60-я стрелковая дивизия) de l'Armée rouge, formée en 1941 pendant la Seconde Guerre mondiale.

## Historique

### Seconde Guerre mondiale
La division est créée en juillet 1941 sous le nom de 1re division de fusiliers de la milice populaire moscovite (1-я Московская стрелковая дивизия народного ополчения). Elle est recrutée dans le raïon de Leninski (en). Après une période de formation au sein du district militaire de Moscou, la division est affectée le 30 juillet à l'armée active et rattachée à la 33e armée du front de Réserve. Elle est renommée 60e division le 26 septembre 1941, toujours au sein de la 33e armée.
La division reçoit l'ordre du Drapeau rouge le 23 juillet 1944 après la libération de Kovel. Elle reçoit l'ordre de Souvorov, 2e classe, le 12 août 1944 après la libération de Siedlce, Mińsk Mazowiecki et Łuków.

### Guerre froide
À la fin de la guerre en Europe, la division fait partie du 125e corps de fusiliers au sein du groupement des forces armées soviétiques en Allemagne. Le 125e corps rejoint le district militaire de Gorki (ru) en janvier 1946 et la division s'installe alors à Dzerjinsk. Le 125e corps est dissous en avril 1946 et en mai le district fusionne dans le district militaire de Moscou. Le 12 juin 1946, la division est réduite sous le nom de 6e brigade séparée de fusiliers. La  brigade passe au 1er corps de fusiliers de la Garde du district militaire de Moscou,. Elle reprend son nom d'origine en octobre 1953, gardant sa subordination au 1er corps de la Garde.
Le 5 juin 1957, la division est transformée en 43e division de chars. Rattachée au 13e corps d'armée de la Garde après la dissolution du 1er corps de fusiliers de la Garde en 1960, la division est toujours à Dzerjinsk. Le 11 janvier 1965, elle est renommée 60e division de chars.
La 60e division de chars reçoit par décision du 27 mars 1967 le titre honorifique « moscovite » (russe : Московская) en souvenir de la 1re division de milice ouvrière moscovite. De 1978 à septembre 1987, la 225e division cadre de fusiliers motorisés, stationnée à Moulino et destinée à être formée en cas de mobilisation, est adossée à la 60e division.
Le 9 mars 1989, la 60e division de chars est réduite sous le nom de 5409e base de stockage d'armes et d'équipement, dissoute le 13 février 1990 lorsque sa base est reprise par la 31e division de chars.

## Composition
Pendant la guerre, la 60e division de fusiliers est constitué des unités suivantes :
- 1281e régiment de fusiliers,
- 1283e régiment de fusiliers,
- 1285e régiment de fusiliers,
- 969e régiment d'artillerie.

Au printemps 1955, les régiments de fusiliers de la 60e division de fusiliers sont renumérotés 200e, 202e et 204e,.
En 1957, la 43e division de chars est formée du 422e régiment de fusiliers motorisés (ex-200e régiment de fusiliers), du 14e régiment de chars de la Garde (venu de la 4e division de chars de la Garde), du 272e régiment de chars lourds (ex-202e régiment de fusiliers, ou ex-272e régiment de chars et d'automoteurs lourds de la 66e division mécanisée de la Garde (en)), du 285e régiment de chars (ex-534e groupe d'artillerie automotrice) et du 863e régiment d'artillerie (ex-969e régiment d'artillerie).
Dans les années 1960, le 272e régiment de chars donne naissance au 882e régiment de fusiliers motorisés puis est recréé. Fin 1979, le 285e régiment de chars rejoint la 108e division de fusiliers motorisés (en) et le 142e régiment de chars est créé pour le remplacer.